# Estación Puesto del Marqués
Puesto del Marqués era una estación de ferrocarril ubicada en la  localidad homónima, departamento de Cochinoca, provincia de Jujuy, Argentina.

## Servicios
No presta servicios de pasajeros ni de cargas desde 1993. Sus vías e instalaciones pertenecientes al Ferrocarril General Belgrano están a cargo del gobierno provincial.